# 小行星12341
小行星12341（12341 Calevoet）是一颗绕太阳运转的小行星，为主小行星带小行星。该小行星于1993年1月27日发现。

## 轨道参数
小行星12341的轨道半长轴为2.3750048 UA，离心率为0.222。